# 594-й пушечный артиллерийский полк
594-й пушечный артиллерийский полк Артиллерии резерва Главного командования — воинское формирование Вооружённых Сил СССР, принимавшее участие в Великой Отечественной войне.
Сокращённое наименование — 594 пап РГК.

## История формирования
Приказом НКО СССР № 0335 от 4 сентября 1941 года были внесены изменение в состав артиллерийских полков укомплектованных 107-мм — 122-мм пушками и 152-мм пушками-гаубицами.

…В целях лучшего выполнения огневых задач в бою, улучшения управляемости и манёвренности, лучшего применения к местности, более экономного и разумного расходования снарядов и более рационального использования материальной части тяжёлых 107—122 мм пушек и 152 мм пушек-гаубиц, все формируемые батареи иметь двухорудийного состава…— Ф. 4, оп. 11, д. 65, л. 465. Подлинник
На основании директивы заместителя НКО СССР № орг/2510146 от 20 сентября 1941 года и директивы НКО СССР № 107601 от 22 сентября 1941 года в городе Шуя Ивановской области на основе четырёх дивизионов 594-го тяжёлого пушечного артиллерийского полка АРГК МВО были развёрнуты четыре артиллерийских полка АРГК: 594-й, 602-й, 701-й пушечные артиллерийские полки и 642-й тяжёлый пушечный артиллерийский полк. Полки формировались по штатам № 08/111, с вооружением по 12 — 107-мм пушек образца 1910/30 годов.
23 сентября командиром 594-го тяжёлого пушечного артиллерийского полка, капитаном Чиликиным было проведено собрание с командирами дивизионов о развёртывании каждого дивизиона в полк и преобразовании 4-х орудийных батарей в 2-х орудийные. 24 сентября началось укомплектование полков рядовым и младшим начальствующим составом, призванным из районов Ивановской области. В течение последующих дней прибыл недостающий средний и старший командный состав. Штаб 594-го артполка во время формирования располагался в здании «Фабрики-кухни», город Шуя, улица Вокзальная, дом 2.
30 сентября 1941 года полки закончили своё формирование и получили приказ на погрузку в эшелоны, 594-й и 602-й артполки убыли 1 октября в распоряжение Юго-Западного фронта, 642-й тпап убыл на следующий день в состав 21-й армии. 701-й артполк развёрнутый из 4-го дивизиона проходил формирование до 15 ноября и убыл в состав 1-й ударной армии 24 ноября 1941 года.
Численный и боевой состав 594-го пушечного артиллерийского полка АРГК на 10 октября 1941 года: Два артиллерийских дивизиона по три двухорудийные батареи, итого двенадцать 107-мм пушек образца 1910/30 годов; Личный состав: начсостав 91 человек, младший начсостав 166 человек, рядовых 596 человек; Вооружение: винтовок 655 шт, ручных пулемётов 15 шт, ППД 6 шт, рации 7 шт; Техника: автомашин 94 шт, мотоциклов 1 шт, тракторов 20 шт.
18 июля 1942 года получен приказ — 594-й пап РГК отвести в резерв Сталинградского фронта в село Орловка (25 км севернее Сталинграда), где в дальнейшем передать учебному артиллерийскому центру Упроформа КА на доформирование. С 29 июля 1942 года полк находился в хуторе Ямы Сталинградской области, там в него влился 3-й дивизион 648-го армейского артиллерийского полка РГК. Полк, на заводе Баррикады, обменял оставшиеся восемь 107-мм пушек на 122-мм гаубицы и 76-мм пушки УСВ-Бр и перешёл на штат дивизионного артиллерийского полка № 4/302 от 28 июля 1942 года: два 3-х батарейных дивизиона по: восемь 76-мм пушек и четыре 122-мм гаубицы и один 2-х батарейный дивизион: четыре 76-мм пушки и четыре 122-мм гаубицы.
16 августа 1942 года 594-й артиллерийский полк включён в состав 36-й гвардейской стрелковой дивизии и переименован в 85-й гвардейский артиллерийский полк.

За мужество и героизм, проявленные нашими артиллеристами, 16 августа 1942 года было присвоено полку звание «гвардейский». В ответ на присвоение этого высокого звания мы обратились ко всем артиллеристам Сталинградского фронта с призывом стоять насмерть, но врагу города не отдавать. За Волгой для нас места нет. Будем бить немецкие танки так, как бил их наводчик, гвардии младший сержант Першутин.— А. Н. Зинин

## Участие в боевых действиях
Период вхождения в действующую армию: 4 октября 1941 года — 2 августа 1942 года.
К исходу 4 октября 1941 года полк прибыл в расположение 169-й стрелковой дивизии 38-й армии, хутор Ольховский Харьковской области. Первое боевое крещение полк принял 5 октября, 1-й дивизион поддерживал 680-й стрелковый полк ведя огонь по пехоте в районе хуторов Разумный, Кошелевский, 2-й дивизион обеспечивал выполнение поставленной задачи 556-му стрелковому полку, ведя огонь по скоплению танков и пехоты в хуторе Мокрянка. С 5 по 16 октября полк поддерживал оборонительно-наступательные операции 169-й стрелковой дивизии ведя огонь по районам: Миколо-Камышеватая, хуторам Котилевский, Мокрянка, Миньковка.
Вечером 17 октября противник прорвался в стык между левым флангом 169-й стрелковой дивизии и 199-й стрелковой дивизии на участке хутор Литовки. 18 октября полк вёл огонь по мотопехоте противника прикрывая отход 169-й дивизии на новые рубежи обороны в район хутора Булахи и в 18.00 переходит в район Новопосёлок. 19 октября 2-й дивизион ведёт огонь по неприятелю с южной окраины Борки, в ночь на 20 октября во время отхода 556-го стрелкового полка дивизион остался без прикрытия пехоты и отходил, прикрывая отход своими силами. С 21 до 26 октября 1941 года 2-й дивизион полка продолжает прикрывать обороняющиеся части 169-й дивизии. C 26 октября полк выведен в резерв 38-й армии и с 27 октября по 5 ноября совершает многокилометровый марш из Граково в Покровское. 9 ноября полк, на основании директивы главкома, выходит из состава ЮЗФ с передислоцированием в состав Южного фронта для передачи 37-й армии. Согласно боевому распоряжению № 0012 штаба артиллерии 38-й армии от 10 ноября 1941 года 594-му полку был назначен маршрут движения: Мартынцы, Подгорный, станция погрузки Россошь, но вместо него 19 ноября на Южный фронт был отправлен 569-й артиллерийский полк ПТО. 594-й полк дойдя своим ходом до села Мартынцы откуда был отправлен в Ровеньки, где личный состав полка осуществлял ремонт материальной части, автотранспорта и занимался боевой и политической подготовкой до середины декабря 1941 года.
Боевым распоряжением штаба ЮЗФ № 0435/оп от 17 декабря 1941 года 594-й и 602-й пушечные артиллерийские полки переданы в подчинение 40-й армии для участия в наступлении в направлении Курск. В 5.30 20 декабря полк заканчивает погрузку на станции Босый и в 20.00 разгружается на станции Кшень. С 21 декабря полк поддерживает наступление 87-й стрелковой дивизии в направлении Щигры.

С 24 декабря 1941 года полк обеспечивал успешные наступательные операции 2-й гвардейской стрелковой дивизии по освобождению населённых пунктов: Карандаково, Гнилое, колхоз Дмитров, Выползово.

От разведчиков стало известно, что в школе деревни Карандаково Курской области фашисты готовят офицерский рождественский вечер. В ночь на 25 декабря под прикрытием темноты мой взвод, а в нём были два 107-миллиметровых орудия, подкатили на руках пушки поближе к деревне для стрельбы прямой наводкой. Позиция была выбрана на берегу речки, протекавшей около деревни, берег её порос ольхой, школа была как на ладони, её двухэтажное кирпичное здание стояло в 300—400 метрах. В разгар празднования фашистами рождества мы открыли огонь из обоих орудий. Снаряды пробивали стены школы. Воспользовавшись паникой, возникшей в школе, наши пехотинцы ворвались в деревню, выкуривая сонных фрицев из домов в одном нательном белье. Они гибли от пуль наших бойцов, а мороз от рождественской ночи довершил разгром.— А. Н. Зинин
В ночь на 25 января 1942 года 2-я гвардейская стрелковая дивизия выходит в резерв армии и полк совершает марш в расположение 62-й стрелковой дивизии.
2 февраля 594-й полк, вместе с 5-м и 4-м гвардейскими артиллерийскими полками, получает приказ совершить марш по маршруту: Мантурово, Сазоновка, Уколово, Донецкое и к 6 февраля прибыть в расположение 21-й армии. В результате больших метелей и снежных заносов настолько затруднилось передвижение, что полки не смогли точно выйти к месту сосредоточения из-за невозможности доставить горючее и неудовлетворительного состояния тракторов, которые до этого имели значительные переходы, а в этом тяжёлом походе окончательно износились. Полк смог занять огневые позиции только 12 февраля. 1-й дивизион полка был направлен на усиление 81-й стрелковой дивизии, 2-й дивизион — 226-й стрелковой дивизии.
В 18.30 3 августа 1942 года 594-й артиллерийский полк получает распоряжение Штаба артиллерии Сталинградского фронта перейти в подчинение 57-й армии.

В Сталинграде наш дивизион получил более лёгкую дивизионную артиллерию — 122-мм гаубицы — и влился в новый полк. Не успели как следует сформироваться, как поступил приказ немедленно выступить навстречу быстро надвигающемуся с юго-запада противнику.— О. Д. Казачковский
Вечером 4 августа 1942 года полк прибыл к станции Абганерово, в качестве средств усиления 126-й стрелковой дивизии. С 6 августа в составе 64-й Армии полк перешёл в подчинение Юго-Восточного фронта и вёл бои с прорвавшейся танковой группировкой у села Абганерово и разъезда 74-й километр.
В этих боях отличилась 7-я батарея полка под командованием лейтенанта Касплер и военкома — младшего политрука Луппо, подпустив вражеские танки на 700—300 метров, артиллеристы в течение двухчасового боя отбивали атаки противника, уничтожив шесть танков противника.

## Подчинение
| Подчинение      | Подчинение               | Подчинение | Подчинение |
| Дата            | Фронт (военный округ)    | Армия      | Примечания |
| --------------- | ------------------------ | ---------- | --- |
| 22.06.1941 года | Московский военный округ | -          | в городе Шуя как 594-й тпап РГК                                                                                           |
| 01.07.1941 года | Московский военный округ | -          | в городе Шуя как 594-й тпап РГК                                                                                           |
| 01.08.1941 года | Московский военный округ | -          | в городе Шуя как 594-й тпап РГК                                                                                           |
| 01.09.1941 года | Московский военный округ | -          | в городе Шуя как 594-й тпап РГК                                                                                           |
| 01.10.1941 года | Юго-Западный фронт       | 38-я армия | в качестве средств усиления 169-й сд                                                                                      |
| 01.11.1941 года | Юго-Западный фронт       | 38-я армия | резерв армии |
| 01.12.1941 года | Юго-Западный фронт       | 38-я армия | резерв армии |
| 01.01.1942 года | Юго-Западный фронт       | 40-я армия | в качестве средств усиления с 17.12.1941 — 87-й сд, с 25.12.1941 — 2-й гв. сд                                             |
| 01.02.1942 года | Юго-Западный фронт       | 40-я армия | в качестве средств усиления 62-й сд                                                                                       |
| 01.03.1942 года | Юго-Западный фронт       | 21-я армия | в качестве средств усиления 226-й сд, 81-й сд                                                                             |
| 01.04.1942 года | Юго-Западный фронт       | 38-я армия | особая армейская группа, поддерживает 226-ю сд, 81-ю сд, 124-ю сд, 169-ю сд, 10-ю тбр, 34-ю МСБр, 13-ю гв. сд, 3-й гв. кк |
| 01.05.1942 года | Юго-Западный фронт       | 28-я армия | армейская артиллерийская группа, поддерживает 244-ю сд                                                                    |
| 01.06.1942 года | Юго-Западный фронт       | -          | фронтового подчинения, поддерживает 124-ю сд                                                                              |
| 01.07.1942 года | Юго-Западный фронт       | 28-я армия | поддерживает 124-ю сд, на доформировании в УАЦ в Орловка                                                                  |
| 01.08.1942 года | Сталинградский фронт     | -          | фронтового подчинения, в качестве средств усиления 38-й сд, 126-й сд, 204-й сд                                            |

## Командный и начальствующий состав

### Командир полка
- Чиликин Василий Фёдорович (23.09.1941 — 16.08.1942), капитан, майор

### Военный комиссар полка
- Лозовой Сергей Моисеевич (23.09.1941 — 16.08.1942), старший политрук, батальонный комиссар

### Начальники штаба полка
- Дегтярёв Николай Сергеевич (23.09.1941 — 03.1942), капитан;
- Мацкевич Николай Николаевич (03.1942 — 07.1942), капитан;
- Махлин Симон Иудович (01.08.1942 — 16.08.1942), старший лейтенант, капитан

### Помощники начальника штаба полка
- Ярёменко, Павел Петрович (23.09.1941 — 12.1941), старший лейтенант
- Махлин Симон Иудович (12.1941 — 31.07.1942), старший лейтенант
- Самодумский Михаил Митрофанович (01.08.1942 — 16.08.1942), старший лейтенант

## Память
- Благодаря совместной работе Совета ветеранов 602-го пушечного артиллерийского полка и клуба «Поиск» шуйской школы № 8 в 1975 году у деревни Косячево Шуйского района был установлен памятный знак о сформированных на Шуйской земле войсковых частях: 602-го пушечного и 101-го гаубичного артиллерийских полках. Со временем удалось установить наименования ещё четырёх сформированных артиллерийских полках: 15-го учебного, 594-го, 642-го и 701-го пушечных. Поэтому Шуйский совет ветеранов военной службы выступил с инициативой возведения на этом месте нового монумента, который был открыт 28 июня 2009 года.